# Jüdischer Friedhof (Kottenforst)

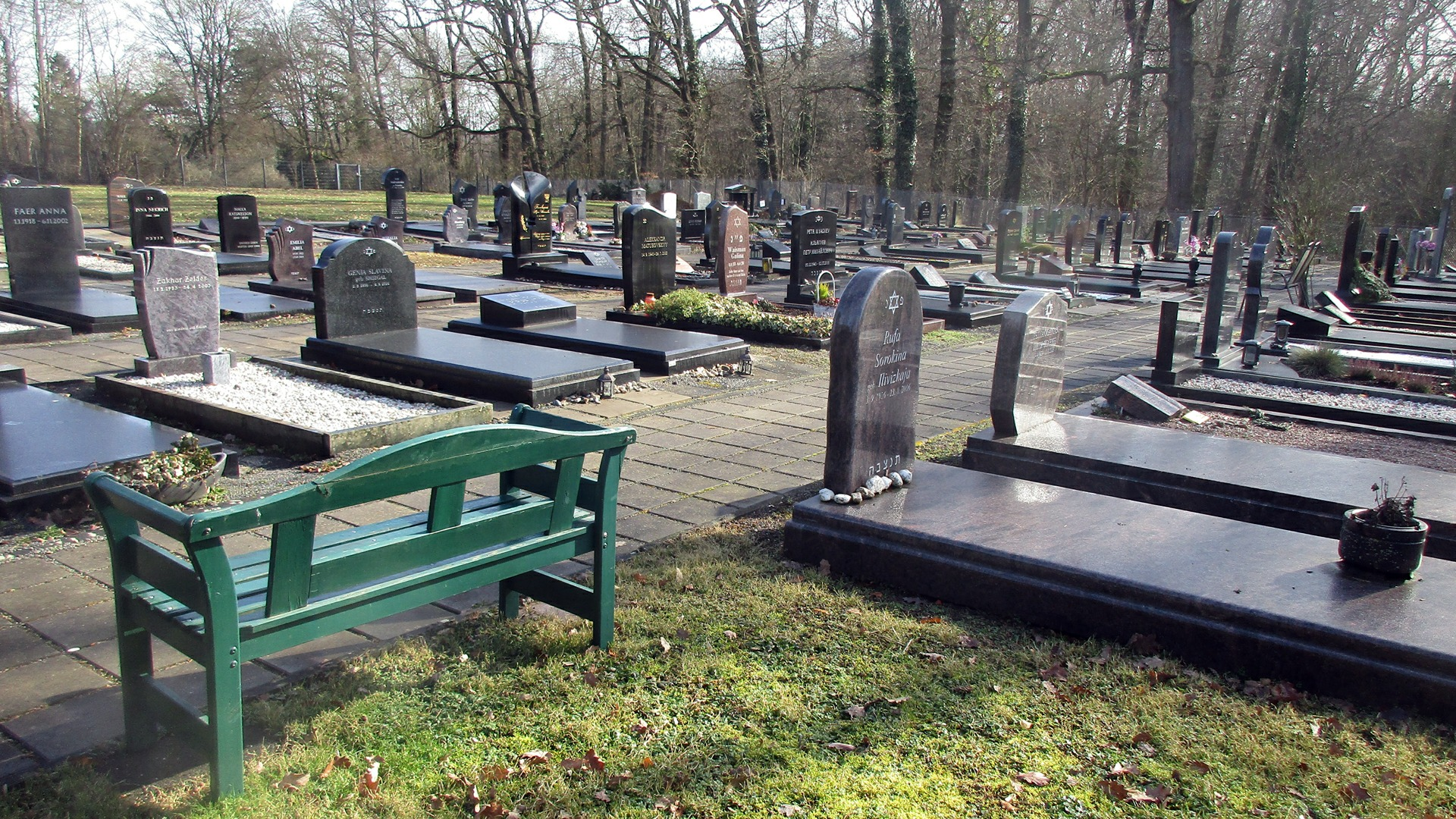
Blick über das Gräberfeld auf dem jüdischen Friedhof im Kottenforst (2021)

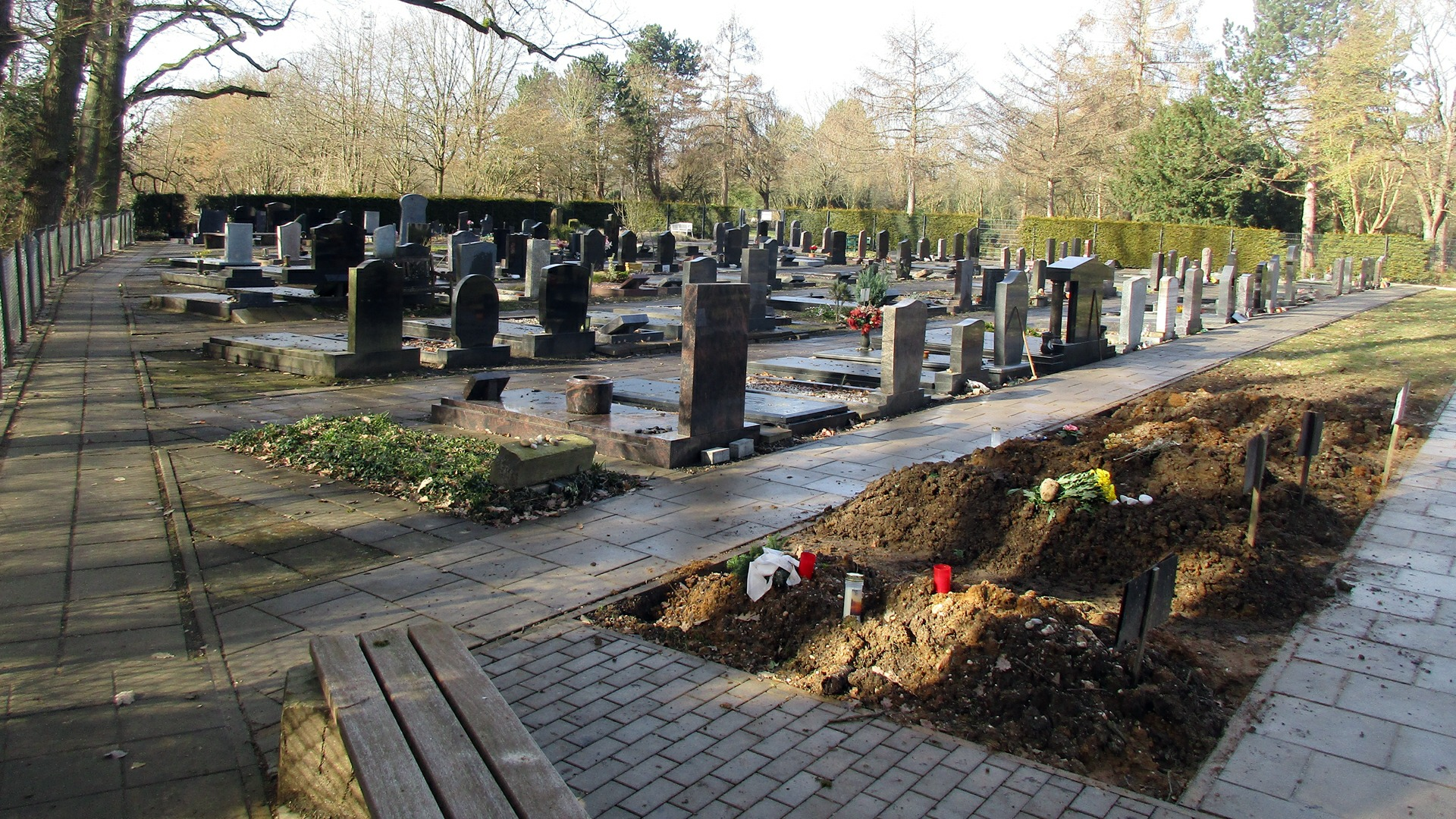
Blick über das Gräberfeld (2021)

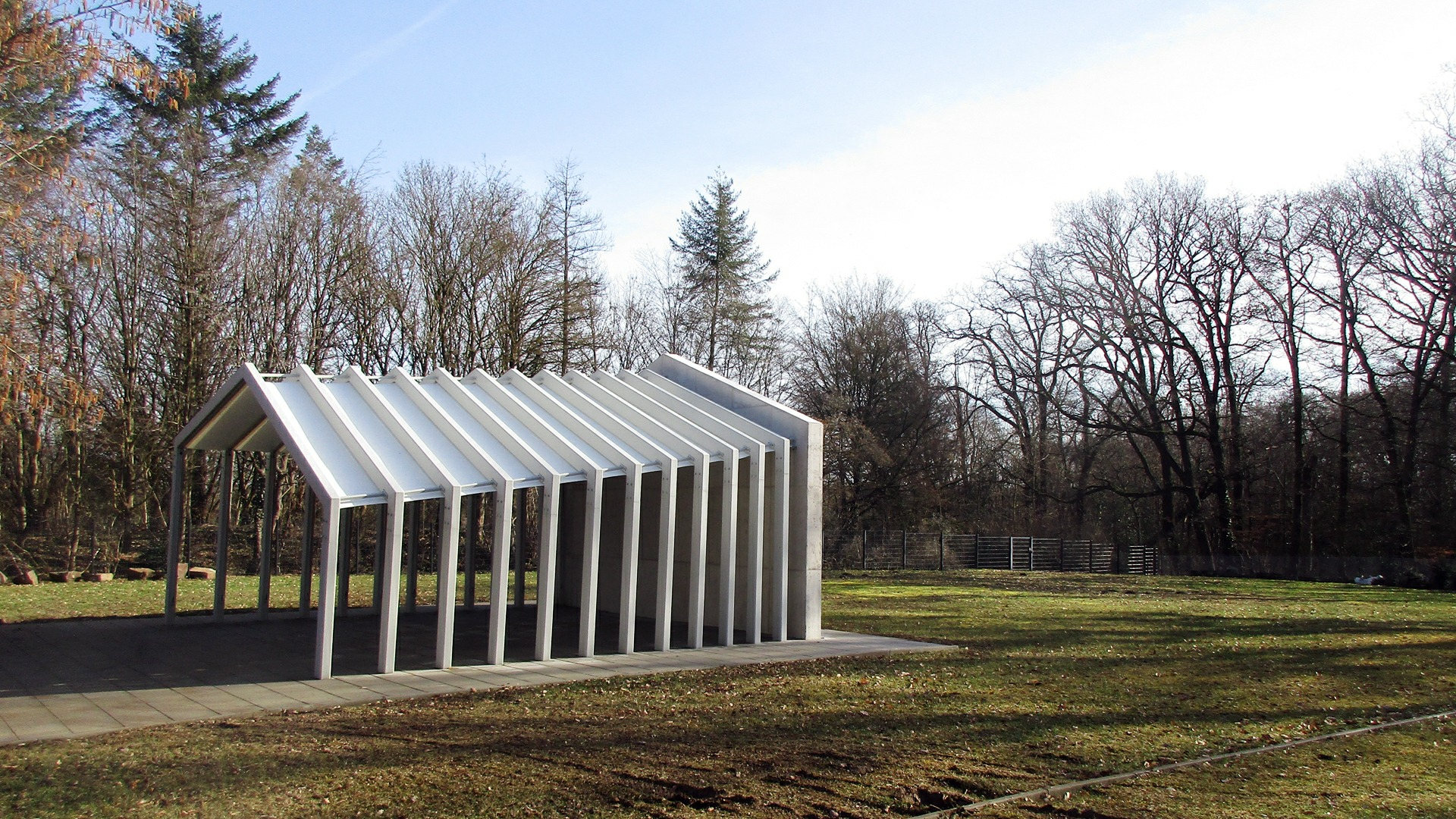
Die Trauer- und Aussegnungshalle (2021)

Der Jüdische Friedhof im Kottenforst befindet sich auf dem kommunalen Friedhof im Bonner Stadtteil Röttgen, einem Waldfriedhof unmittelbar südlich von Bonn-Ückesdorf und nördlich des Götgesbachs.
Der jüdische Friedhof wird seit 1996 von der Bonner jüdischen Gemeinde belegt. Bei einer ersten Dokumentation im Jahr 2000 hatte Dieter Peters hier sieben Grabsteine dokumentiert (Fotos der Grabsteine und Ansichten des Friedhofs). Anfang August 2001 wurden drei Grabsteine auf dem Waldfriedhof durch Beschmieren mit NS-Symbolen geschändet.
Auf dem jüdischen Friedhofsteil befinden sich aktuell etwa 100 Grabstätten. Eine Trauer- und Aussegnungshalle im Nordwesten ist als offener Pavillon ausgeführt. Der jüdische Friedhof nimmt eine Fläche von rund 3.500 Quadratmetern ein. Er ist im Rahmen seiner Öffnungszeiten über den Kommunalfriedhof zugänglich.